# Wintzenheim
Wintzenheim (deutsch Winzenheim) ist eine französische Gemeinde mit 8045 Einwohnern (Stand 1. Januar 2022) im Département Haut-Rhin in der Europäischen Gebietskörperschaft Elsass und in der Region Grand Est.

## Geographie
Die Gemeinde liegt im Oberelsaß an der Elsässer Weinstraße, ca. fünf Kilometer westlich von Colmars Stadtmitte. Das Gemeindegebiet, das zum Regionalen Naturpark Ballons des Vosges gehört, erstreckt sich von der Oberrheinischen Tiefebene über das Fechttal (auch Münstertal genannt) bis auf die Höhen der Vogesen südlich der Fecht, die maximal 827 m Meereshöhe erreichen.
Über den Stadtkern hinaus umfasst die Gemeinde auch die Ortschaften Logelbach, La Forge, Saint-Gilles (Sankt Gilgen) und Chapelle des Bois.

## Geschichte
In älteren Urkunden wird der Ort erwähnt als  in fine vel Marckha Wingishaim (786), Vuinzenheim (880), capella in Vincinheim (952), ecclesia in Winzenheim (953), Winzinhein, Winzenhein (13. Jh.), Wincenhein, Winzzenhein (13. Jh.), Wincinheim (1303), Wintzheim (1361), Wintzenhin (1456), Flecken Winzenheim (1613) und  rector in Wintzenhein (1441). In der Nähe des Ortes wurden Siedlungsspuren aus der Römerzeit gefunden, darunter Überreste einer römischen Villa und römische Münzen.
Obwohl der Ort des Heiligen Römischen Reichs um 1275 eine Befestigung erhielt, wurden ihm die Stadtrechte verwehrt. Bereits ein Winzerdorf, gehörte es zur Herrschaft Landsberg und somit den Habsburgern. Das Gebiet wurde in den folgenden Jahrhunderten mehrfach als Lehen vergeben: erst an die Herren zu Rappoltstein, dann an den Grafen von Lupfen und im 16. Jahrhundert an Lazarus von Schwendi. 1680 erhielt Kavalleriegeneral Joseph de Montclar das Lehen als Belohnung und wurde somit Besitzer Wintzenheim. 1572 wurde eine Frau wegen Hexerei verbrannt.
Der Ort kam zusammen mit der Herrschaft durch den Westfälischen Frieden 1648 in den Besitz der Krone Frankreichs und wurde im Frieden von Rijswijk 1697 Frankreich einverleibt.
Durch den Frankfurter Frieden vom 10. Mai 1871 kam das Gebiet an das deutsche Reichsland Elsaß-Lothringen, und das Dorf wurde dem Kreis Colmar im Bezirk Lothringen zugeordnet. Nach dem Ersten Weltkrieg musste die Region aufgrund der Bestimmungen des Versailler Vertrags 1919 an Frankreich abgetreten werden. Im Zweiten Weltkrieg war die Region von der deutschen Wehrmacht besetzt, und der Ort stand bis 1944 unter deutscher Verwaltung. Die im Ort verbliebenen jüdischen Einwohner wurden nach Südfrankreich deportiert. Nach Angaben von Yad Vashem wurden vierzig ehemalige Einwohner jüdischen Glaubens Opfer der nationalsozialistischen Gewaltherrschaft.

### Großbrand im Jahr 2023
Bei einem Großbrand in einem Ferienheim in einem abgelegenen Ortsteil von Wintzenheim sind elf Menschen ums Leben gekommen. Am Nachmittag des 9. August 2023 teilte die Vizestaatsanwältin von Colmar, Nathalie Kielwasser, den Medien mit, dass mittlerweile alle vermissten Personen tot in den Trümmern gefunden worden seien.

### Bevölkerungsentwicklung
| Jahr      | 1962 | 1968 | 1975 | 1982 | 1990 | 1999 | 2007 | 2019 |
| --------- | ---- | ---- | ---- | ---- | ---- | ---- | ---- | ---- |
| Einwohner | 5832 | 6001 | 6311 | 6441 | 6554 | 7180 | 7610 | 7853 |

## Sehenswürdigkeiten
- Burg Hohlandsberg am Rand des Münstertals, erbaut ab 1279 unter Rudolf von Habsburg, von Ludwig XIV. zerstört,[7] Ruinengelände heute als Veranstaltungsort genutzt
- Pflixburg
- Schloss Thurnburg (Rathaus Wintzenheim)
- Klassizistische Laurentiuskirche, errichtet 1840.
- Synagoge (Monument historique)

Ortsbilder
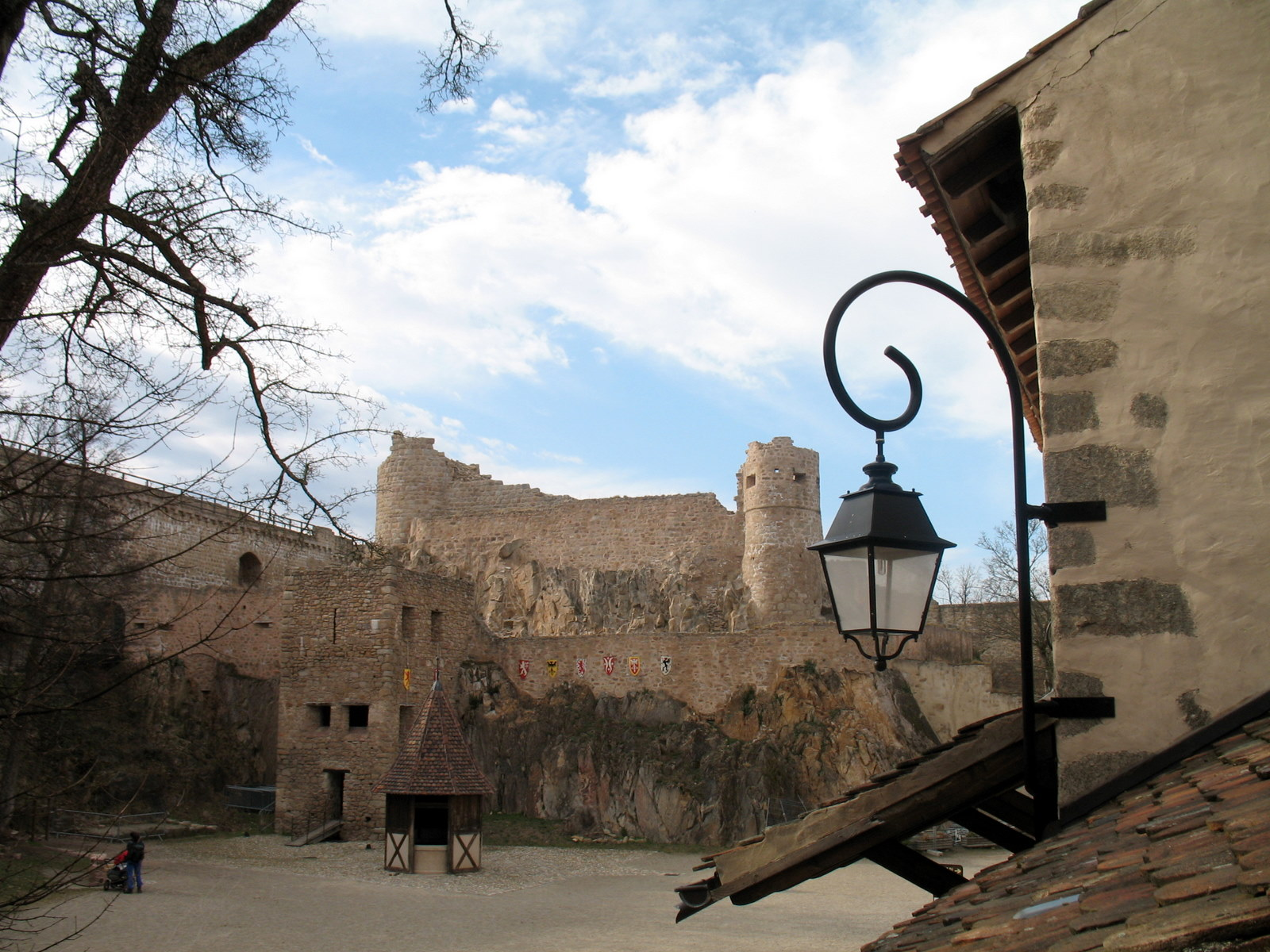
Burg Hohlandsberg
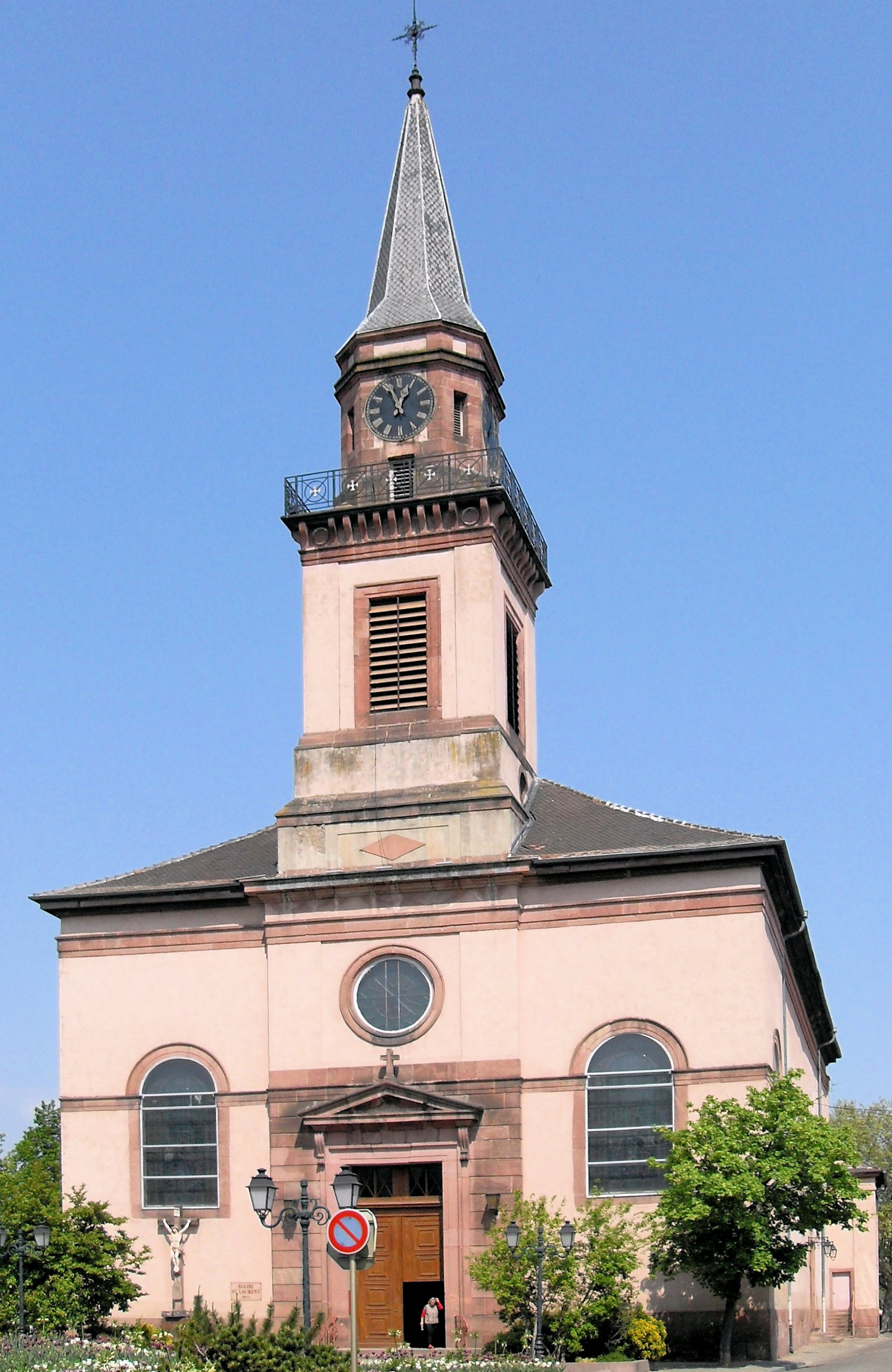
Laurentiuskirche
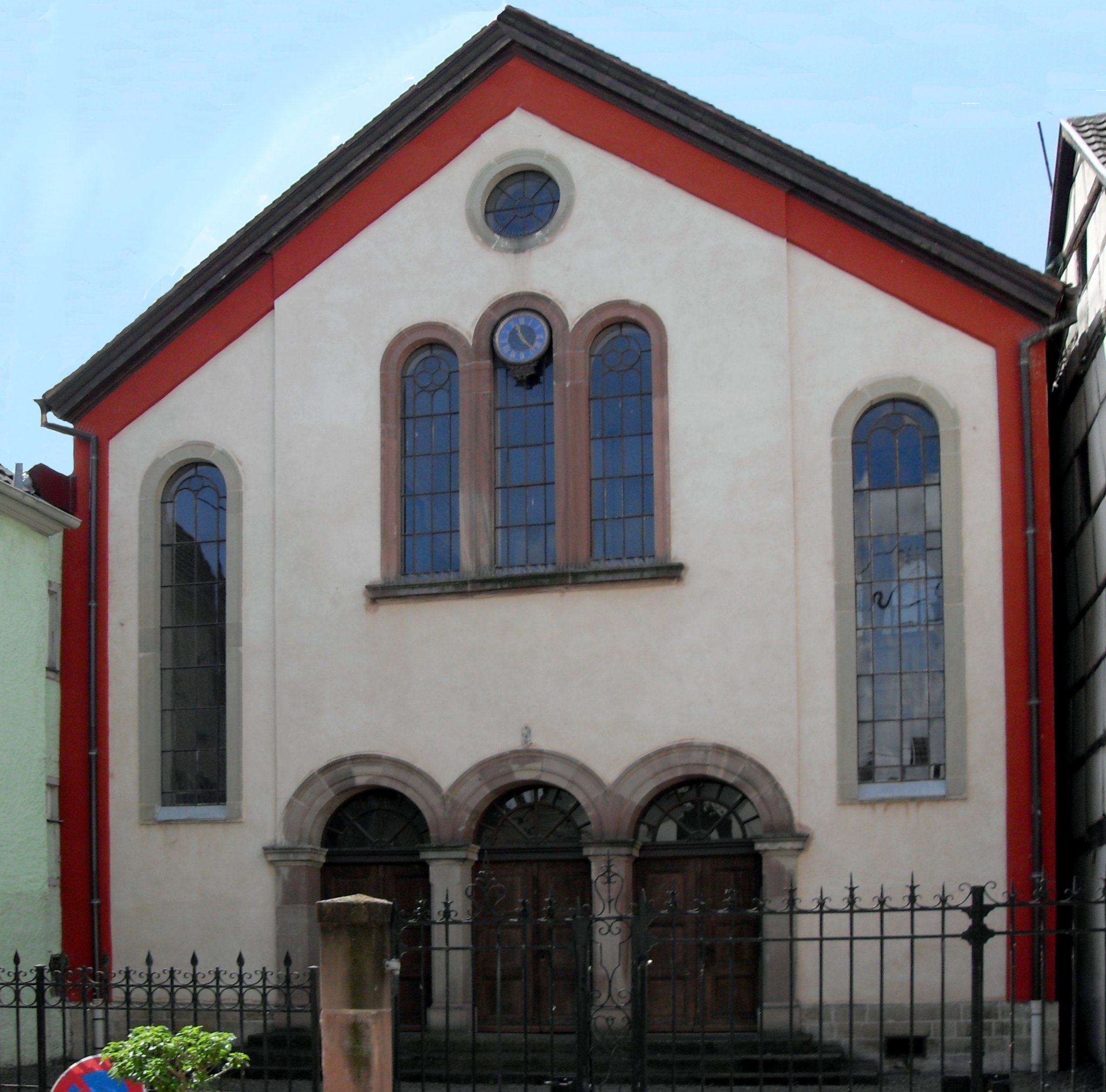
Synagoge
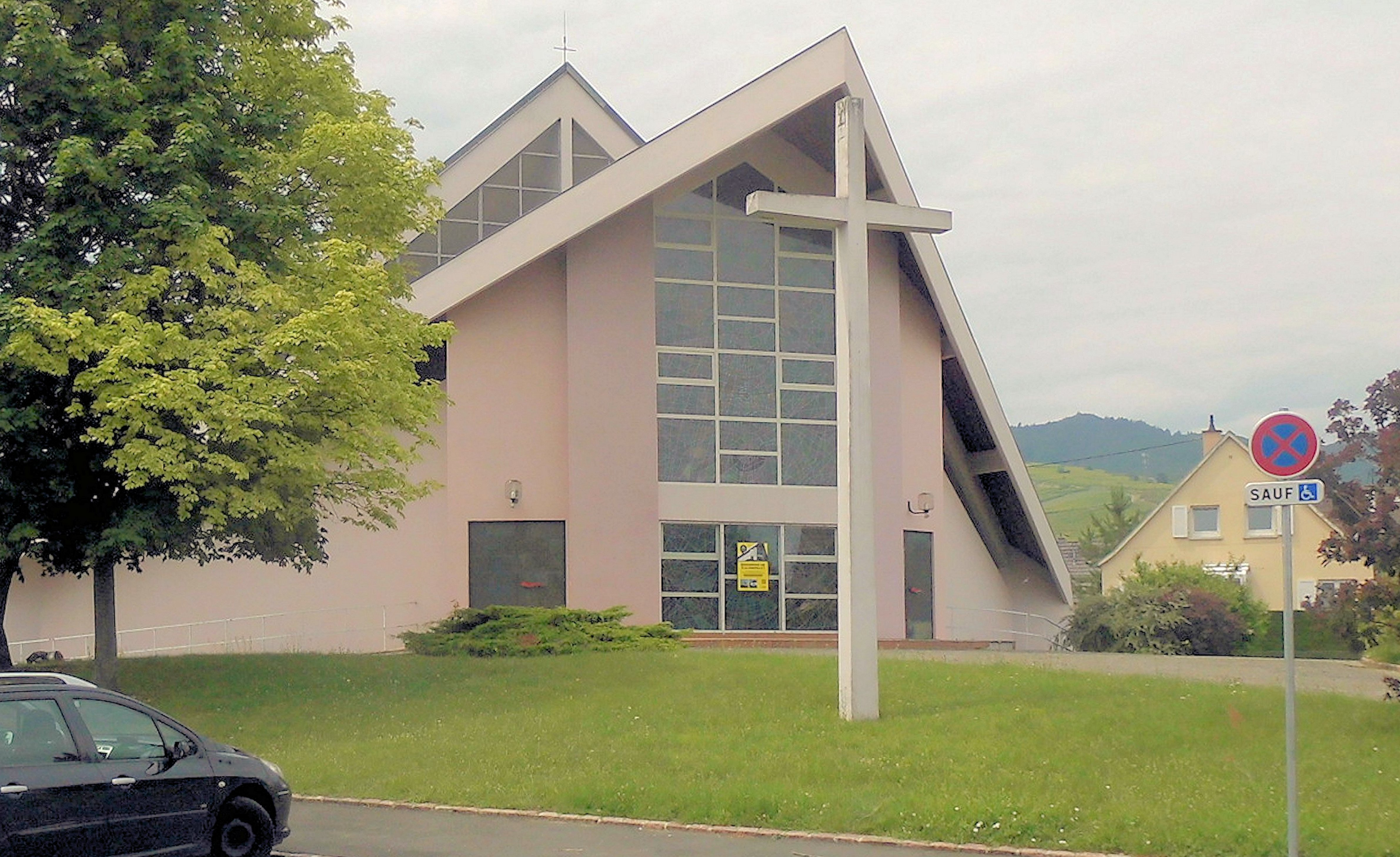
Kirche St. Odilie
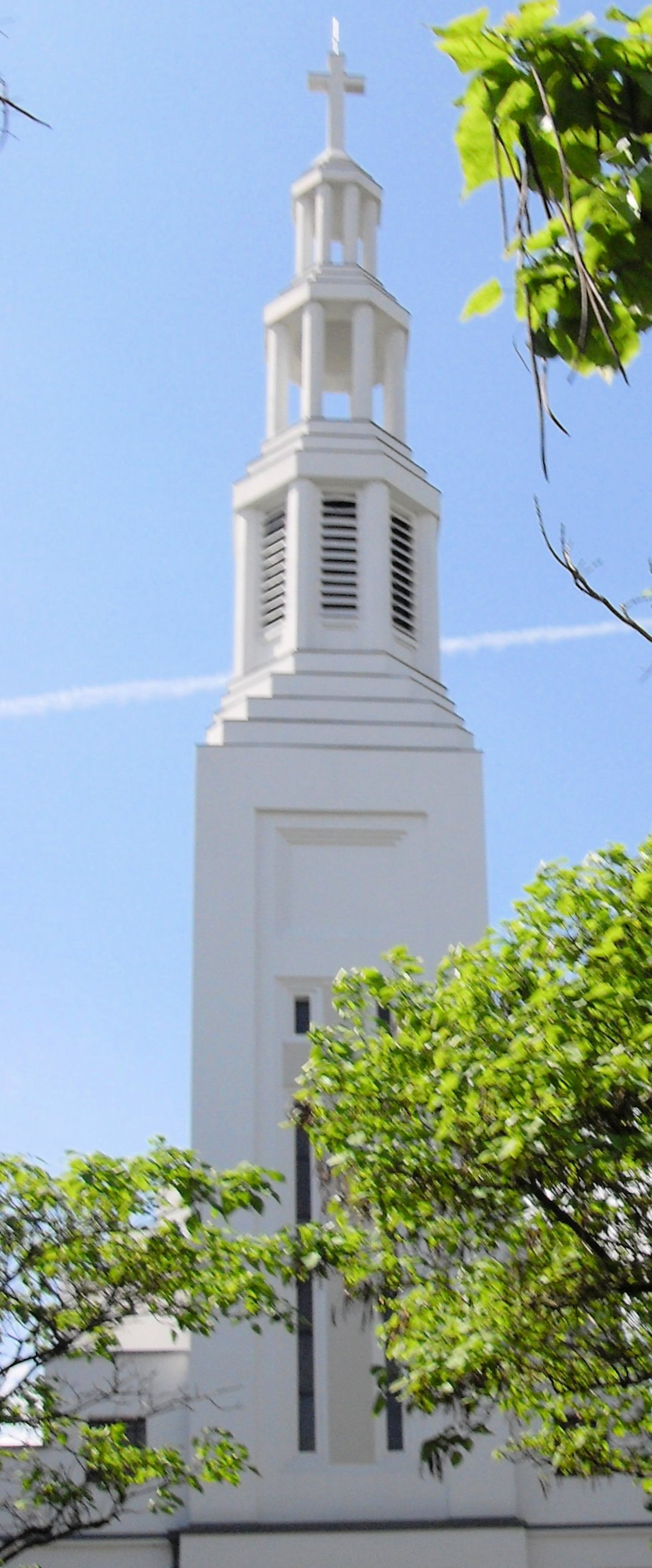
Kirche Mariä Himmelfahrt im Ortsteil Logelbach
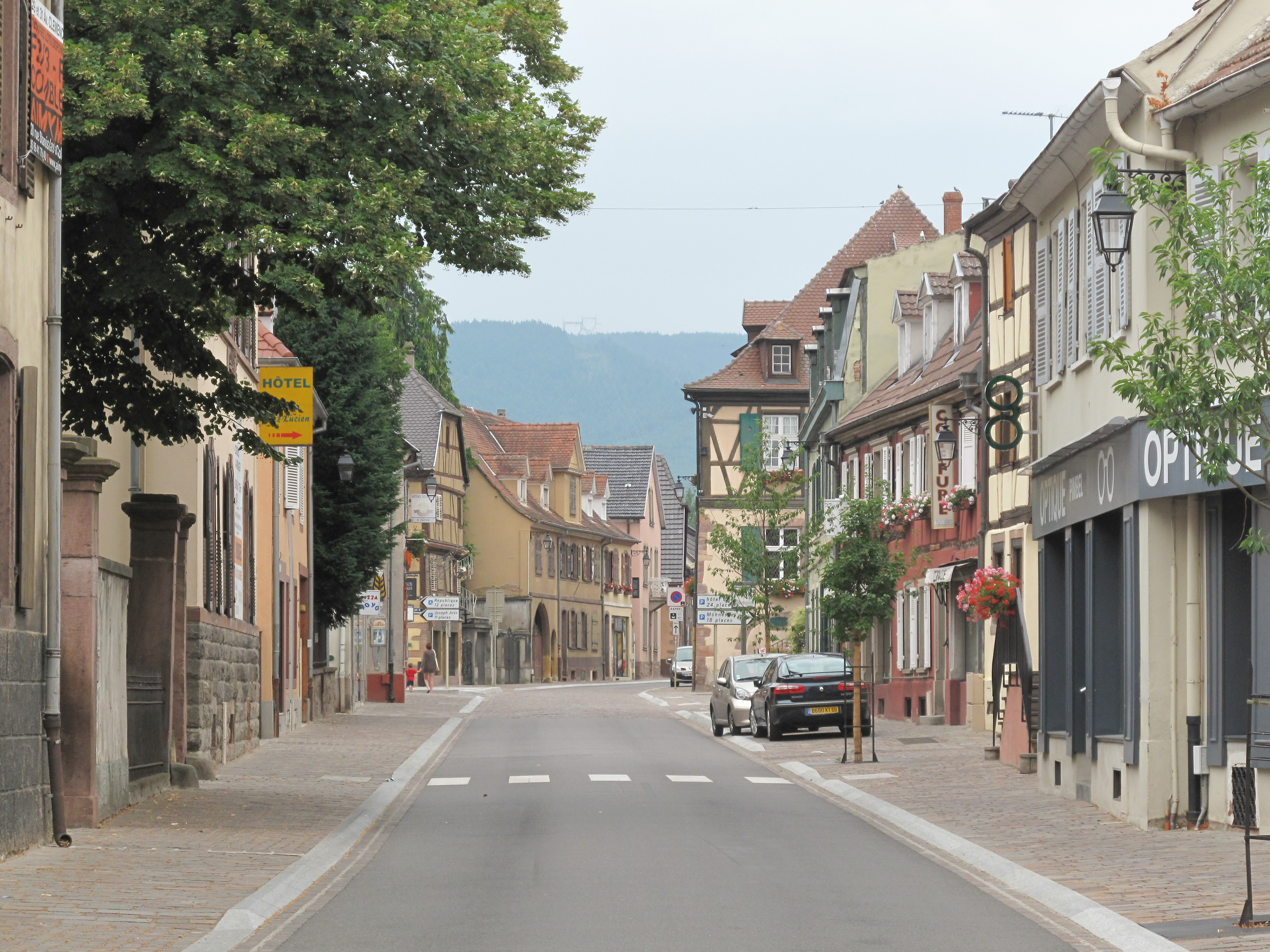
Blick auf die Straße Rue Clemenceau

## Verkehr
Von 1885 bis 1960 bestand eine schmalspurige Bahnverbindung von Wintzenheim nach Colmar, die ab 1932 in das Netz der Straßenbahn in Colmar integriert war. Durch den Ort führt die Départementsstraße D 417, die von Colmar durch das Tal der Fecht über Munster zum Col de la Schlucht (Schluchtpass) auf den Vogesenkamm führt.

## Gemeindepartnerschaft
- Möhnesee, Nordrhein-Westfalen, seit 1988

## Persönlichkeiten
- General Joseph de Montclar (1625–1690), Militärgouverneur des Elsass, Adelstitel von Hohlandsbourg
- Florine Langweil, geborene Ebstein (1861–1958), Kunsthändlerin und Sammlerin
- Élisabeth Fuchs (1866–1946), Pfadfinderin
- Joseph Joos (1878–1965), katholischer Aktivist, Deutscher Reichstagsabgeordneter, Opfer des NS-Regimes
- Hans Karl Hohberg, genannt Hans Hohberg (1906–1968), war ein deutscher Wirtschaftsprüfer und verurteilter Kriegsverbrecher im Nürnberger Prozess

## Belege
1. ↑   Franz Xaver Kraus: Kunst und Alterthum in Elsass-Lothringen. Beschreibende Statistik. Band II: Ober-Elsass,  Friedrich Bull, Straßburg 1881, S. 696–697 (Google Books).
2. ↑  Gericht und Bekantnus einer Winzenheimer Hexe, 1572. Nach dem handschriftlichen Original mitgeteilt von P. A. M.; in: Alsatia. Neue Beiträge zur elsässischen Landes-, Rechts- und Sittengeschichte, Sage, Sprache und Literatur. 1873–1874. Barth, Colmar 1875, S. 317–322  (Google Books).
3. ↑  Maximilian du Prel: Die Deutsche Verwaltung in Elsass-Lothringen 1870-1879. Denkschrift mit Benutzung amtlicher Quellen. Karl J. Trübner, Straßburg 1879, S. 5, Ziffer 5 (Google Books).
4. ↑  Hermann Schulze, Lehrbuch des deutschen Staatsrechtes. Zweites Buch: Das deutsche Reichsstaatsrecht. Breitkopf & Härtel, Leipzig 1886, S. 355–359 (Google Books).
5. ↑  Winzenheim (Elsass). Aus der Geschichte der jüdischen Gemeinden im deutschen Sprachraum, aufgerufen am 1. Januar 2025.
6. ↑  Feuer in Ferienunterkunft, Meldung des Senders swr.de
7. ↑  Julius Naeher: Die Burgen in Elsass-Lothringen. Ein Beitrag zur Kenntnis der Militär-Architectur im Mittelalter. Band 2, Noiriel, Straßburg 1886, S. 4  (Google Books).